# Astragalus lacteus
Astragalus lacteus är en ärtväxtart som beskrevs av Theodor Heinrich von Heldreich och Sartori. Astragalus lacteus ingår i släktet vedlar, och familjen ärtväxter. Inga underarter finns listade i Catalogue of Life.